# Мор, Кеннет
Ке́ннет Ги́лберт Мор (англ. Kenneth Gilbert More, 20 сентября 1914, Бакингемшир — 12 июля 1982, Лондон) — английский актёр, наиболее часто воплощавший образы мужественного офицера или беззаботного удачливого джентльмена из среднего класса. Командор Ордена Британской империи.

## Биография
Родился в 1914 году. Единственный ребёнок в семье Чарлза Гилберта Мора, пилота авиачасти ВМФ Великобритании, и Эдит Уинифред Уоткинс, дочери адвоката. Окончив школу, начал обучение по традиционной для семьи специальности инженера-строителя. После смерти отца в 1931 году Кеннет Мор, бросив учёбу, подал заявку на вступление в Королевские военно-воздушные силы Великобритании, но был забракован медицинской комиссией. Друг семьи — театральный антрепренёр, устроил молодого человека помощником управляющего театра-варьете. Вскоре он был приглашён участником комического дуэта — одного из номеров программы, а позже включён в театральную труппу. С началом Второй мировой войны был призван на флот, где в составе экипажей боевых кораблей воевал до её завершения.
В 1946 году вернулся на сцену. После нескольких небольших ролей в театрах Вест-Энда, был замечен критиками в спектакле по пьесе Теренса Реттигена «Глубокое синее море». В начале 1950-х он заключил агентский договор с Rank Organisation, что помогло ему в стремительной карьере популярного актёра. В 1951—1953 снимался в трёх-четырёх фильмах в год. Последовательно в 1954—1957 годах Кеннет Мор четырежды подряд номинирован на премию BAFTA как лучший британский актёр года за роли: рекламного агента в фильме «Женевьева», врача в комедии «Доктор в доме» (англ. Doctor in the House), спивающегося ветерана в драме «Глубокое синее море» (англ. The Deep Blue Sea), национального героя Англии, лётчика-аса Дугласа Бадера в фильме «Достичь небес» (англ. Reach for the Sky). Премия была вручена лишь однажды — за фильм «Доктор в доме». В 1959 году во время ужина, организованного Британской академией кино, продюсер Rank Organisation Джон Дэвис в состоянии алкогольного опьянения публично огласил ряд подробностей личной жизни актёра. Кеннет Мор, считавшийся ранее образцом семьянина британского кино, стал центром внимания скандальной газетной хроники. Это привело к разрыву отношений с антрепренёрским агентством, а позже — к разводу с женой.
В 1960-х годах Кеннет Мор, работая уже с другими агентами, снимается в фильмах на военную тематику «Пушки острова Навароне» (англ. The Guns of Navarone, 1961 год), «Самый длинный день» (англ. The Longest Day, 1962 год), «Битва за Британию» (англ. Battle of Britain, 1969 год) и других. В лентах были задействованы первые звёзды мирового кино (Грегори Пек, Энтони Куинн, Джон Уэйн, Бурвиль), и успеха соразмерного картинам середины 1950-х годов актёру в них добиться не удалось. В 1970-х годах снимался в сериалах, достаточно известно его воплощение образа Отца Брауна в нескольких сериях по детективным рассказам Честертона, а также Духа Нынешних Святок в экранизации классического рождественского сюжета «Скрудж». Когда бессменный исполнитель роли главы британской секретной службы в Бондиане Бернард Ли более не мог сниматься, именно Мор, по замыслу авторов, должен был прийти ему на смену. Однако он пережил коллегу только на полтора года. Актёр скончался в 1982 году от прогрессирующей болезни Паркинсона.

## Фильмография
| Год       |   | Русское название   | Оригинальное название | Роль                           |
| --------- | - | ------------------ | --------------------- | ------------------------------ |
| 1949      | ф | В бегах            | Man on the Run        | Капрал Ньюман, шантажист       |
| 1950      | ф | Бабочки            | The Clouded Yellow    | Уилли Шепли                    |
| 1951      | ф | Дело о похищении   | The Franchise Affair  | Стенли Питерс                  |
| 1953      | ф | Женевьева          | Genevieve             | Эмброуз Клэйверхаус            |
| 1956      | ф | Достичь небес      | Reach for the Sky     | Дуглас Бадер                   |
| 1958      | ф | Гибель «Титаника»  | A Night to Remember   | второй офицер Чарльз Лайтоллер |
| 1960      | ф | Потопить «Бисмарк» | Sink the Bismarck!    | капитан Шепард                 |
| 1962      | ф | Самый длинный день | The Longest Day       | капитан Колин Мод              |
| 1964      | ф | Актёр              | The comedy man        | Чик Берд                       |
| 1965      | ф | Коллекционер       | The Collector         |                                |
| 1967—1967 | с | Сага о Форсайтах   | The Forsyte Saga      | молодой Джолион Форсайт        |
| 1970      | ф | Скрудж             | Scrooge               | Дух нынешних святок            |
| 1974      | с | Отец Браун         | Father Brown          | Отец Браун                     |